# Бенђештиј де Мижлок (Горж)
Бенђештиј де Мижлок (рум. Bengeştii de Mijloc) насеље је у Румунији у округу Горж. Oпштина се налази на надморској висини од 285 m.

## Становништво
Према подацима из 2011. године у насељу је живело 3504 становника.